# Adva Cohen
Adva Cohen (24 de marzo de 1996) es una deportista de Israel que compite en atletismo. Ganó una medalla de oro en el Campeonato Europeo de Atletismo por Equipos de 2019, en la prueba de 3000 m obstáculos.